# Frau Pfeffertopf
Frau Pfeffertopf (jap. スプーンおばさん Supūn Oba-san, deutsch wörtlich: „Tante Löffel“) ist eine Anime-Fernsehserie aus dem Jahr 1983. Sie basiert auf dem Kinderbuch Little Old Mrs. Pepperpot des norwegischen Schriftstellers Alf Prøysen.

## Handlung
Die ältere Dame Frau Pfeffertopf wohnt zusammen mit ihrem Mann, einem Maler, in einem kleinen Dorf. Immer, wenn Frau Pfeffertopf niest, schrumpft sie auf die Größe eines Teelöffels. Einen solchen trägt sie auch um den Hals und schleppt ihn, wenn sie klein ist, hinter sich her. In ihrer kleinen Gestalt kann sie mit Tieren reden und freundet sich daher auch mit diesen an. Außerdem trifft sie im Wald das Mädchen Lily, mit dem sie einige Abenteuer erlebt. Jedoch sucht sie ihr Mann immer dann, wenn sie geschrumpft ist, worauf sie versucht zu niesen, um wieder zu wachsen. Auch darf sie sich in ihrer kleinen Gestalt keinen Fremden zeigen.

## Veröffentlichungen
Frau Pfeffertopf wurde 1983 von Gakken produziert und von Studio Pierrot animiert. Die Serie umfasst 50 Folgen. Regie führte Tatsuo Hayakawa, das Charakter-Design stammt von Kōji Nantsuka. Die künstlerische Leitung übernahm Mitsuki Nakamura. Die Ausstrahlung der Serie erfolgte vom 4. April 1983 bis zum 9. März 1984 auf dem Sender NHK.
Der Anime wurde unter anderem in den USA, Frankreich, Niederlande, Ungarn, Norwegen, Italien und Polen ausgestrahlt und auf Arabisch und Spanisch übersetzt. Im deutschen Fernsehen wurde die Serie 1995 auf RTL II ausgestrahlt. Weitere Ausstrahlungen im deutschsprachigen Raum folgten im toggolino von Super RTL.
Schleich hat 1986 acht verschiedene PVC-Figuren zur Serie vertrieben.

### Synchronisation
| Rolle (jp./dt.)                | Japanischer Sprecher (Seiyū) | Deutscher Sprecher   |
| ------------------------------ | ---------------------------- | -------------------- |
| Spoon Oba-San/Frau Pfeffertopf | Reiko Senō                   | Ursula Vogel         |
| Pot Bjorn/Herr Pfeffertopf     | Jōji Yanami                  | Franz-Josef Steffens |
| Rury/Lily                      | Sumi Shimamoto               | Traudel Sperber      |
| Kasimir                        | Shigeru Chiba                | Peter Heinrich       |
| Den                            | Sumi Shimamoto               |                      |
| Little Bon                     | Keiko Yokozawa               |                      |
| Caper                          | Hiroko Maruyama              |                      |